# باز ذواللونين
باز ذواللونين (الاسم العلمي: Accipiter bicolor) هو نوع من جنس باز.